# بحران سیاسی ۲۰۲۳ اکوادور
یک بحران سیاسی در ۱۷ می ۲۰۲۳ در اکوادور است که در نتیجه استیضاح رئیس‌جمهور گیلرمو لاسو آغاز شده است. تحقیقات پیرامون استیضاح مورخ ۹ مه در مجلس ملی آغاز شد و تا ۱۷ مه ادامه داشت، درست تا زمانی که لاسو پارلمان را از طریق ماده قانون اساسی معروف به muerte cruzada منحل کند. این امر باعث پایان تحقیقات استیضاح شد زیرا مجلس ملی منحل گردید که انتخابات عمومی زودراس را نیز در پی داشت. انحلال مجلس از طریق این ماده اولین باری است که توسط رئیس‌جمهور اکوادور اجرا می‌شود.